# Lorenzo Colombo
Lorenzo Colombo, né le 8 mars 2002 à Vimercate en Italie, est un footballeur italien qui évolue au poste d'avant-centre au Genoa CFC, en prêt de l'AC Milan.

## Biographie

### En club
Né à Vimercate en Italie, Lorenzo Colombo est formé à l'AC Milan. Il débute professionnellement avec l'AC Milan le 12 juin 2020 dans la demi-finale retour de la Coupe d'Italie contre la Juventus. Il entre en jeu à la place de Lucas Paquetá et le match se solde par un score nul et vierge de 0-0.
Considéré comme l'un des grands espoirs du club, Lorenzo Colombo prolonge le 25 juin 2020 avec l'AC Milan, pour un contrat courant jusqu'en juin 2024.
Le 18 juillet 2020, il joue son premier match en Serie A en remplaçant Ante Rebić en fin de match contre Bologne (5-1). Quelques mois plus tard, en septembre, il inscrit son premier but avec les professionnels face au FK Bodø/Glimt (3-2) en Ligue Europa.
Le 26 janvier 2021, Lorenzo Colombo est prêté jusqu'à la fin de la saison à l'US Cremonese,, club évoluant alors en Serie B. Il y joue 13 matchs et marque un but.
Le 31 juillet 2021, Lorenzo Colombo est prêté pour une saison à la SPAL, en Serie B.
Le 7 juillet 2022, Lorenzo Colombo est prêté avec option d'achat et droit de rachat à l'US Lecce,.
Colombo inscrit son premier but pour Lecce le 31 août 2022, lors d'une rencontre de Serie A face au SSC Naples. Il est titularisé et les deux équipes se neutralisent (1-1 score final).
Le 1er septembre 2023, après avoir prolongé son contrat avec l'AC Milan jusqu'en juin 2028, Colombo est cette fois prêté à l'AC Monza pour une saison.

### En équipe nationale
Avec les moins de 17 ans, il participe à deux reprises au championnat d'Europe des moins de 17 ans, en 2018 puis en 2019. Lors de l'édition 2018, il joue quatre matchs. L'Italie s'incline en finale face aux Pays-Bas après une séance de tirs au but, avec Colombo sur le banc des remplaçants. Lors de l'édition 2019, il prend part à trois matchs. Il s'illustre en marquant un but lors du premier tour face à l'Espagne le 10 mai (victoire 4-1 des Italiens), puis en inscrivant un doublé lors de la finale, de deux frappes du gauche. Son équipe s'incline malgré tout une nouvelle fois face aux Pays-Bas lors de cette rencontre.
Avec cette sélection Colombo devait participer à la coupe du monde des moins de 17 ans en 2019 mais une blessure l'empêche de faire partie des joueurs retenus pour disputer la compétition au Brésil.

## Statistiques
| Saison                | Club                  | Championnat           | Championnat | Championnat | Coupe(s) nationale(s) | Coupe(s) nationale(s) | Compétition(s) continentale(s) | Compétition(s) continentale(s) | Compétition(s) continentale(s) | Total | Total |
| Saison                | Club                  | Division              | M.          | B.          | M.                    | B.                    | Comp.                          | M.                             | B.                             | M.    | B.    |
| 2019-2020             | AC Milan              | Serie A               | 1           | 0           | 1                     | 0                     | -                              | -                              | -                              | 2     | 0     |
| 2020-2021             | AC Milan              | Serie A               | 4           | 0           | -                     | -                     | C3                             | 5                              | 1                              | 9     | 1     |
| Sous-total            | Sous-total            | Sous-total            | 5           | 0           | 1                     | 0                     | -                              | 5                              | 1                              | 11    | 1     |
| 2020-2021             | US Cremonese (prêt)   | Serie B               | 13          | 1           | -                     | -                     | -                              | -                              | -                              | 13    | 1     |
| Sous-total            | Sous-total            | Sous-total            | 13          | 1           | -                     | -                     | -                              | -                              | -                              | 13    | 1     |
| 2021-2022             | SPAL (prêt)           | Serie B               | 34          | 6           | 1                     | 0                     | -                              | -                              | -                              | 35    | 6     |
| Sous-total            | Sous-total            | Sous-total            | 34          | 6           | 1                     | 0                     | -                              | -                              | -                              | 35    | 6     |
| 2022-2023             | US Lecce (prêt)       | Serie A               | 33          | 5           | 1                     | 1                     | -                              | -                              | -                              | 34    | 6     |
| Sous-total            | Sous-total            | Sous-total            | 33          | 5           | 1                     | 1                     | -                              | -                              | -                              | 34    | 6     |
| 2023-2024             | AC Monza (prêt)       | Serie A               | 25          | 4           | -                     | -                     | -                              | -                              | -                              | 25    | 4     |
| Sous-total            | Sous-total            | Sous-total            | 25          | 4           | -                     | -                     | -                              | -                              | -                              | 25    | 4     |
| Total sur la carrière | Total sur la carrière | Total sur la carrière | 110         | 16          | 3                     | 1                     | -                              | 5                              | 1                              | 118   | 18    |

## Palmarès

### En sélection
| Italie -17 ans - Championnat d'Europe -17 ans - Finaliste en 2018 et 2019. |